# Park Kulturowy Wietrzychowice
Park Kulturowy Wietrzychowice – park kulturowy utworzony w 2006 roku w celu ochrony sześciu grobowców kujawskich (pięciu w Wietrzychowicach i jednego w Gaju Stolarskim). Znajduje się na terenie na terenie gminy Izbica Kujawska.

## Historia
Pierwsze działania na rzecz ochrony zespołu grobowców w Wietrzychowicach podjął w 1934 roku ich odkrywca prof. Konrad Jażdżewski. Dzięki niemu ówczesny wojewoda łódzki uznał kopce za zabytki, co zostało zapisane w księgach katastralnych. Wtedy tez powstał pomysł utworzenia w Wietrzychowicach rezerwatu archeologicznego. Realizacji planów przeszkodził wybuch II wojny światowej.
Problem ochrony grobowców pojawił się na nowo w latach 60. XX wieku. W tym czasie prof. Konrad Jażdżewski ponownie rozpoczął działania na rzecz utworzenia rezerwatów archeologicznych w Wietrzychowicach i Sarnowie. W 1968 roku grobowce na podstawie decyzji Wojewódzkiego Konserwatora Zabytków w Poznaniu zostały wpisane do rejestru zabytków (nr 103/A). 
W 1971 roku w Wietrzychowicach utworzono rezerwat archeologiczno-przyrodniczy obejmujący obszar ok. 10,6 ha. Rezerwat przeznaczony był do zwiedzania, przy kopcach umieszczono tablice informacyjne i wybudowano wiatę dla turystów. Terenem rezerwatu opiekowały się nadleśnictwa Koło (do 1979 i po 1993) oraz Włocławek (1979-1992) razem z Muzeum Ziemi Kujawskiej i Dobrzyńskiej we Włocławku. 
Po 1985 roku, kiedy to zmarł prof. Konrad Jażdżewski, rezerwat zaczął popadać w zapomnienie. 
W 2006 roku z inicjatywy Adama Myrty, dyrektora Miejsko-Gminnego Ośrodka Kultury w Izbicy Kujawskiej, podjęto działania zmierzające do utworzenia parku kulturowego. Przy tworzeniu parku  z ośrodkiem kultury współpracowało Muzeum Archeologiczne i Etnograficzne w Łodzi
Park kulturowy Wietrzychowice utworzono na podstawie uchwały nr XXV/143/06 Rady Gminy i Miasta w Izbicy Kujawskiej z dnia 18 lipca 2006 roku.
W 2012 opracowano Plan Ochrony Parku Kulturowego Wietrzychowice.

## Lokalizacja i obiekty
Park Kulturowy Wietrzychowice znajduje się na terenach leśnych w Wietrzychowicach i w Gaju zajmując obszar o powierzchni 37,79 ha. Parkiem zarządza Miejsko-Gminne Centrum Kultury w Izbicy Kujawskiej. Teren parku jest oznakowany i wyposażony w infrastrukturę turystyczną. Dla zwiedzających wyznaczono ścieżkę edukacyjną.
Na terenie parku znajduje się cmentarzysko megalityczne złożone z 5 grobowców kujawskich powstałych w epoce kamienia, wzniesione przez ludność kultury pucharów lejkowatych 3500 lat p.n.e.
W skład zespołu wchodzą:
- grobowiec nr 1 – na planie wydłużonego trójkąta długości  76 m i podstawie 10 m. W grobowcu pochowane były prawdopodobnie 2 osoby[5],

- grobowiec 2 – na planie wydłużonego trójkąta (długość 93 m). W grobowcu [pochowany był mężczyzna w wieku ok. 50 lat[5],
- grobowiec nr 3 – największy w zespole, trójkątny, o długości 113 m. Wewnątrz znajdują się groby dwóch osób[5],
- grobowiec nr 4  – najmniejszy, długości prawdopodobnie ok 30 m (zachował się w stanie zdewastowanym), wewnątrz pochowano mężczyznę w wieku ok 30 lat[5],
- grobowiec nr 5  – trójkątny o długości 47 m, W komorze grobowej znaleziono pochówki dwóch mężczyzn[5].

Grobowce zostały przebadane w czasie prac wykopaliskowych prowadzonych w latach1967-1969, z wyjątkiem grobowca nr 3 przebadanego w 1935 roku.
Ponadto na terenie parku znajduje się grobowiec megalityczny w Gaju o długości 55 m (pierwotnie prawdopodobnie 126 m).

## Działania edukacyjne
Na terenie Parku Kulturowego Wietrzychowice corocznie, w trakcie Europejskich Dni Dziedzictwa odbywa się festyn archeologiczny. W czasie festynu rekonstruowane są czynności związane z życiem codziennym w młodszej epoce kamienia. 